# Aéroport international Murtala-Muhammed
L’aéroport international Murtala-Muhammed se trouve à Ikeja, dans l'État de Lagos, au Nigeria ; il dessert Lagos, ville la plus peuplée du pays. Appelé « Aéroport international de Lagos » lors de sa construction, il a été rebaptisé en l'honneur de l'ancien chef d'État nigérian Murtala Muhammed. De multiples chantiers ont été menés à bien au cours des dernières années, dont l'extension du terminal international, la rénovation de la zone immigration et bagages dans ce même terminal, et la rénovation du terminal domestique. 
L'aéroport comprend deux terminaux, l'un pour les vols internationaux et l'autre pour les vols internes. La fréquentation de l'aéroport a connu une hausse rapide au cours des dix dernières années. En 2008, il a accueilli 5 136 697 passagers, ce qui en fait le huitième aéroport d'Afrique pour le trafic passagers, et le deuxième d'Afrique subsaharienne (hors Afrique du Sud) après l'aéroport international de Bole (Éthiopie) et devant l'aéroport international Jomo-Kenyatta de Nairobi (Kenya). En 2014, avec 7 561 507 passagers, il est le premier aéroport d'Afrique subsaharienne hors Afrique du Sud et le cinquième d'Afrique. 

## Situation
| Uyo Katsina Owerri Asaba Kaduna Maiduguri Port · Harcourt Int. P. Harcourt · Ville Kano Lagos Abuja Sokoto Enugu Akure Bauchi Benin Dutse Ibadan Ilorin Jalingo Makurdi Calabar Warri Jos Yola |

## Statistiques
Le graphique qui aurait dû être présenté ici ne peut pas être affiché car il utilise l'ancienne extension Graph, désactivée pour des questions de sécurité. Des indications pour créer un nouveau graphique avec la nouvelle extension Chart sont disponibles ici.

Voir la requête brute et les sources sur Wikidata.

## Compagnies et destinations
| Compagnies              | Destinations |
| ----------------------- | --- |
| Aero Contractors        | - Abuja-N. Azikiwe, - Asaba, - Bénin City (en), - Calabar-M. Ekpo, - Enugu Akanu Ibiam (en), - Kano-Mallam Aminu, - Owerri S. Mbakwe, - Port Harcourt-International, - Uyo |
| Africa World Airlines   | Accra-Kotoka |
| Air Côte d'Ivoire       | Abidjan-F.-H.-Boigny |
| Air France              | Paris-Charles de Gaulle |
| Air Peace               | - Abuja-N. Azikiwe, - Accra-Kotoka, - Akure (en), - Asaba, - Banjul, - Bénin City (en), - Bombay-Chhatrapati-Shivaji, - Calabar-M. Ekpo, - Dakar-B. Diagne, - Douala, - Dubaï, - Enugu Akanu Ibiam (en), - Freetown-Lungi, - Ibadan, - Ilorin, - Johannesbourg OR Tambo, - Kano-Mallam Aminu, - Kebbi - Lomé-G. Eyadéma, - Monrovia-Roberts, - Masai Mara-Angama (sv), - Owerri S. Mbakwe, - Port Harcourt-Ville, - Port Harcourt-International, - Omyia, - Warri (en) |
| Arik Air                | - Abuja-N. Azikiwe, - Asaba, - Bénin City (en), - Calabar-M. Ekpo, - Enugu Akanu Ibiam (en), - Jos, - Kaduna, - Kano-Mallam Aminu, - Owerri S. Mbakwe, - Port Harcourt-Ville, - Port Harcourt-International, - Uyo, - Warri (en) |
| ASKY Airlines           | Douala, Kinshasa-N'djili, Libreville-Léon Mba, Lomé-G. Eyadéma |
| Azman Air               | Abuja-N. Azikiwe, Kano-Mallam Aminu |
| British Airways         | Londres-Heathrow |
| Delta Air Lines         | Atlanta H.-Jackson |
| EgyptAir                | Le Caire |
| Emirates                | Dubaï |
| Ethiopian Airlines      | Addis-Abeba Bole |
| Ibom Air                | Accra-Kotoka, Uyo |
| Kenya Airways           | Nairobi-J. Kenyatta |
| KLM                     | Amsterdam |
| Lufthansa               | Francfort, Malabo |
| Max Air                 | Abuja-N. Azikiwe, Kano-Mallam Aminu, Port Harcourt-International |
| Middle East Airlines    | Abidjan-F.-H.-Boigny, Beyrouth-Rafic Hariri |
| Qatar Airways           | Doha-Hamad |
| Royal Air Maroc         | Casablanca-Mohammed-V |
| Rwandair                | Kigali |
| South African Airways   | Johannesbourg OR Tambo |
| TAAG Angola Airlines    | Luanda-Quatro de Fevereiro |
| Turkish Airlines        | Istanbul |
| Uganda Airlines         | Entebbe |
| United Airlines         | Washington-Dulles |
| United Nigeria Airlines | Abidjan-F.-H.-Boigny, Asaba, Enugu Akanu Ibiam (en), Masai Mara-Angama (sv), Yenagoa |
| ValueJet                | Abidjan-F.-H.-Boigny, Bénin City (en), Jos, Port Harcourt-International |
| Virgin Atlantic         | Londres-Heathrow |

Édité le 10/01/2020  Actualisé le 8/11/2023